# Christian Volk
Christian Volk (* 23. September 1979 in Donauwörth) ist ein deutscher Politikwissenschaftler und Professor für Theorie der Politik am Institut für Sozialwissenschaften der Humboldt-Universität zu Berlin. Seine thematischen Schwerpunkte liegen in den Bereichen Politische Theorie und Philosophie, der Demokratie- und Gesellschaftstheorie sowie der Rechts- und Verfassungstheorie. Er forscht insbesondere zu den Themen der Transformation politischer Ordnung (mit besonderem Fokus auf politischem Protest in demokratischen Ordnungen) und der globalen Umgestaltung von Gesellschaft und Staat sowie zum politischen Denken Hannah Arendts.

## Leben und akademischer Werdegang
Nach dem Abitur am Gymnasium Donauwörth studierte Christian Volk von 1999 bis 2004 Politikwissenschaft, Volkswirtschaftslehre sowie Wirtschafts- und Sozialgeschichte an der RWTH Aachen. Es folgten Forschungsaufenthalte an der Yale University sowie der New School for Social Research, wo er insbesondere von Seyla Benhabib und Andrew Arato betreut wurde. Von 2005 bis 2008 arbeitete er mit finanzieller Unterstützung der Studienstiftung des deutschen Volkes an seiner Dissertation. Erstgutachter der Arbeit war Helmut König; der Zweitgutachter war Hubertus Buchstein. Volk wurde 2010 (Disputation Februar 2009) an der RWTH Aachen mit einer Arbeit zum Rechtsbegriff bei Hannah Arendt promoviert (summa cum laude). Die Arbeit wurde im Oktober 2013 im Rahmen des Programms Geisteswissenschaften International als hervorragendes geistes- und sozialwissenschaftliches Werk ausgezeichnet.
Von 2009 bis 2010 war er zunächst als Postdoc im DFG-Graduiertenkolleg „Verfassung jenseits des Staates“ der Humboldt-Universität zu Berlin tätig. Es folgte seine Arbeit als Postdoc und wissenschaftlicher Koordinator im Forschungsprojekt „Internationale Dissidenz“ der Goethe-Universität Frankfurt von 2010 bis 2011 u. a. bei Christopher Daase und Nicole Deitelhoff. Von 2011 bis 2015 leitete Volk das DFG-Forschungsprojekt „Der Begriff der Souveränität in der transnationalen Konstellation“. Seit 2018 Volk analysiert Volk im Rahmen eines ERC Starting Grant mit dem Titel „Protest and Order. Democratic Theory, Contentious Politics, and the Changing Shape of Western Democracies“ die Rolle und Bedeutung von Protest im Formwandel der Demokratie.
In den darauffolgenden Jahren übte Volk eine Vielzahl von internationalen Lehr- und Forschungstätigkeiten bzw. Gastprofessuren aus, beispielsweise am WZB,  EUC (Venedig/Italien), Radzyner Law School (Israel), Hannah Arendt Center (Bard College/USA), University of Colorado (Boulder/USA).
2012 wurde Volk zum Juniorprofessor für Politische Theorie an der Universität Trier ernannt. 2015 erhielt er den Ruf an die Freie Universität Berlin und wechselte im August 2016 an den Arbeitsbereich Politik und Recht am Otto-Suhr-Institut für Politikwissenschaft. Dort war Volk bis 2020 als Professor tätig, bevor er am Institut für Sozialwissenschaften der Humboldt-Universität zu Berlin die Nachfolge von Herfried Münkler angetreten ist. Seit August 2020 ist er dort Professor und Lehrstuhlinhaber des Lehrbereichs "Theorie der Politik".

## Forschungsschwerpunkte
Christian Volk versteht und praktiziert Politische Theorie in erster Linie als kritische Deutungswissenschaft. Theoriebildung heißt in diesem Kontext den Bedingungs- und Sinnzusammenhang von politischem Handeln zu analysieren, die Bedeutungen politischer Praxis zu bestimmen und die Ergebnisse in einem kohärenten Aussagesystem begrifflich zu verdichten.

### 1. Forschungsschwerpunkt: Politischer Protest und der Formwandel der Demokratie
Der Forschungsschwerpunkt Christian Volks liegt auf der Analyse und Kritik der sozialen, rechtlichen und politischen Ordnungsprozesse in modernen Demokratien und hierbei insbesondere auf der Bedeutungsbestimmung und normativen Einordnung von politischem Protest. Volk geht in seinen Publikationen der Frage nach, wie die demokratische Ordnung die Formierung von politischem Protest beeinflusst, wie und in welcher Weise der Protest die demokratische Ordnung herausfordert und inwiefern sich daraus Chancen für die Weiterentwicklung der Demokratie ergeben – oder Risiken.

### 2. Forschungsschwerpunkt: Globale Ordnungsbildungsprozesse und ihre Kritik
Ein weiterer Forschungsschwerpunkt liegt im Bereich der Internationalen Politischen Theorie und beschäftigt sich mit dem Phänomen der Ordnungsbildung und ihrer Kritik vor dem Hintergrund der diversen Prozesse der Entgrenzung, der Integration und der Differenzierung des sozialen, ökonomischen, rechtlichen, kulturellen und politischen Zusammenlebens, die gemeinhin mit dem Begriff „Globalisierung“ assoziiert werden. Zusammen mit Thorsten Thiel gibt er die Schriftenreihe ‚Internationale Politische Theorie’ beim Nomos Verlag heraus.

### 3. Forschungsschwerpunkt: Das politische Denken Hannah Arendts
Volk hat über viele Jahre intensiv zum Denken Hannah Arendts gearbeitet und mehrere Bücher herausgegeben. Er gilt weltweit als ein Experte für das Denken Hannah Arendts. Besondere Bekanntheit erlangte seine Arbeit zur Rolle, Funktion und Bedeutung des Rechts im Denken Hannah Arendts. Volk vertritt die These, dass die Frage nach dem Recht eine Kernfrage des Arendtschen Denkens ist. Das Recht öffnet jenen Ermöglichungsraum, in dem das politische Miteinander-Handeln sich realisieren kann. Diese Analyseperspektive machte das Arendtsche Denken anschlussfähig an wichtige Fragen der Rechtsphilosophie und Verfassungstheorie und fand international große Beachtung. So würdigte Seyla Benhabib, Professorin an der Yale University, Volk als „eine[n] der originellsten und eindringlichsten Arendt-Interpreten seiner Generation“, der in diesem Buch „[…] mit einigen der am meisten missverstandenen Aspekte des Arendtschen Denkens - nämlich mit ihren Ansichten über Recht und Konstitutionalismus“ aufräume und so eine neue Sicht auf Arendt liefere. In seinem 2005 erschienenen Buch „Urteilen in dunklen Zeiten“ unterzieht er mit Hannah Arendts »Eichmann in Jerusalem« eines der umstrittensten Bücher der zweiten Hälfte des 20. Jahrhunderts einer eingehenden Analyse. Im Zentrum seiner Betrachtung steht die Verbindung zwischen der These von der Banalität des Bösen, die Arendt in ihrem Prozeßbericht erläutert, und der Struktur der Moderne.

## Schriften (Auswahl)

### Monographien
- Arendtian Constitutionalism. Law, Politics, and the Order of Freedom, Bloomsbury Publishers, Oxford 2015, ISBN 978-1-84946-584-7.
- Die Ordnung der Freiheit. Recht und Politik im Denken Hannah Arendts, Nomos Verlag, Baden-Baden 2010, ISBN 978-3-8329-5058-3.
- Urteilen in dunklen Zeiten. Eine neue Lesart von Hannah Arendts "Banalität des Bösen", Lukas Verlag, Berlin 2005, ISBN 978-3-936872-54-5.

### Herausgeberschaften
- Formwandel der Demokratie (hg. v. Winfried Thaa u. Christian Volk), Nomos Verlag, Baden-Baden 2018 (Schriftenreihe der Sektion Politische Theorie und Ideengeschichte der Deutschen Vereinigung für Politische Wissenschaft, hg. v. Ina Kerner und Regina Kreide, Band 36), ISBN 978-3-8487-5410-6.
- Die Aktualität des Republikanismus (hg. v. Thorsten Thiel u. Christian Volk), Schriftenreihe ‚Staatsverständnisse‘ (Reihenherausgeber Rüdiger Voigt), Nomos Verlag, Baden-Baden 2016, ISBN 978-3-8452-6222-2.
- Der Begriff der Souveränität in der transnationalen Konstellation (hg. v. Christian Volk u. Friederike Kuntz), Nomos Verlag, Baden-Baden 2014 (Schriftenreihe Internationale Politische Theorie, hg. v. Christian Volk u. Thorsten Thiel, Band 1), ISBN 978-3-8487-1598-5.
- Macht und Widerstand in der globalen Politik (hg. v. Julian Junk u. Christian Volk), Nomos Verlag, Baden-Baden 2013, ISBN 978-3-8487-0164-3.
- Ambivalenzen der Ordnung. Der Staat im Denken Hannah Arendts, Schriftenreihe ‚Staat - Souveränität - Nation‘ (hg. v. Julia Schulze-Wessel, Samuel Salzborn u. Christian Volk), Springer VS, Wiesbaden 2013, ISBN 978-3-531-19829-3.

### Artikel
- The Problem of Sovereignty in Globalized Times. In: Law, Culture and the Humanities, online first 2019, S. 1–23.
- On a radical democratic theory of political protest: potentials and shortcomings. In: Critical Review of International Social and Political Philosophy, online first 2018, S. 1–23.
- Enacting a parallel world: Political protest against the transnational constellation. In: Journal of International Political Theory, online first 2018, S. 1–19.
- Towards a Critical Theory of the Political. In: Philosophy and Social Criticism, 42 (6) 2016, S. 549–575.
- Hannah Arendt and the constitutional theorem of de-hierarchization. Origins, Consequences, Meaning. In: Constellations, 22 (2) 2015, S. 175–187.
- Hannah Arendt und die Kritik der Macht. In: Deutsche Zeitschrift für Philosophie, 61 (4) 2013, S. 505–528.
- Zwischen Entpolitisierung und Radikalisierung. Zur Theorie von Demokratie und Politik in Zeiten des Widerstands. In: Politische Vierteljahresschrift, 54 (1) 2013, S. 75–110.
- Why Global Constitutionalism does not live up to its promises. In: Goettingen Journal of International Law, 4 (2) 2012, S. 551–573.
- From nomos to lex. Hannah Arendt on Law, Politics, and Order. In: Leiden Journal of International Law, 23 (4) 2010, S. 759–779.
- Stalinism, Memory and Commemoration. Russia’s dealing with the past. In: New School Psychology Bulletin, Special Issue on Memory, 6 (2) 2009, S. 50–58.
- Hannah Arendt über das Böse und die Zukunft des Politischen. In: Internationale Zeitschrift für Philosophie 16 (1) 2006, S. 52–77.
- »Wo das Wort versagt und das Denken scheitert«. Überlegungen zu Hannah Arendts Eichmann-Charakterisierung. In: Aschkenas. Zeitschrift für Geschichte und Kultur der Juden, 16 (1), S. 195–227.

### Zeitungsartikel
- Hannah Arendts begriff der Weltlosigkeit erhellt die Gegenwart.  In: NZZ, 10. November 2019.
- Distanzierung ist nicht alles. In: taz, 11. Juli 2017.
- Diagnose mit zwei zentralen Fehlern. In: taz, 25. Februar 2017.
- Warum Streit und Debatte in der Erinnerungspolitik nötig sind. In: NZZ, 1. März 2013.
- Von Stalin und anderen Helden. In: NZZ, 8. Oktober 2012.

### Radiobeiträge und Podcasts
- Christian Volk über Recht und Protest, Law & Society Podcast, Integrative Research Institute Law & Society (LSI), Beitrag vom 10. Oktober 2020.
- Die Pflicht, gegen Unrecht aufzubegehren. Martin Luther King und der zivile Ungehorsam, Deutschlandfunk Kultur, Beitrag vom 1. April 2018.